# Jacques Freymond
Pour les articles homonymes, voir Freymond.
Jacques Freymond, né le 5 août 1911 à Lausanne et décédé le 4 mai 1998 à Versoix, est un historien suisse. Il a notamment dirigé l'Institut universitaire de hautes études internationales de Genève, et a occupé le poste de vice-président du Comité international de la Croix-Rouge.

## Biographie

### Jeunesse et formation
Après avoir suivi l'École nouvelle, il étudie à Lausanne (licence ès lettres en 1932), Munich, à la Sorbonne et à Sciences Po. 
Jeune caporal à l'école de recrues au Chalet-à-Gobet, il est envoyé avec la troupe à Genève lors de la fusillade du 9 novembre 1932. Il quitte ensuite la Suisse pour Munich de 1932 à 1933, où il assiste à la prise du pouvoir par le parti national-socialiste. 
Lors de son séjour à Paris de 1933 à 1935, il rencontre Emmanuel Mounier et s'intègre au mouvement personnaliste comme réponse au totalitarisme. 
Il obtient son doctorat à la faculté des lettres de l'Université de Lausanne en 1938 sous la direction de Charles Gilliard.

### Carrière académique
Après avoir enseigné au niveau secondaire de 1935 à 1942, il devient professeur d'histoire à l'Université de Lausanne de 1943 à 1955, où il enseigne l'histoire moderne et contemporaine à la faculté des lettres, ainsi que l'histoire diplomatique à l'école des sciences sociales et politiques.   
En 1949-1950, il est boursier de la fondation Rockefeller aux universités de Yale et Columbia. Son séjour aux États-Unis le marque profondément. 
La suite de sa carrière académique se déroule principalement à l'Institut Universitaire de Hautes Études Internationales à Genève, où il est professeur d'histoire des relations internationales dès 1951, et dont il devient directeur à la suite de William Rappard en 1955. Il le reste jusqu'à sa retraite en 1978. 
Il enseigne en parallèle à l'Université de Genève en tant que professeur d’histoire des relations internationales contemporaines de 1958 à 1977. En 1961, il crée le Centre genevois pour la formation de cadres africains, qui deviendra l'Institut africain de Genève puis l'Institut universitaire d'études du développement. Il reçoit également un doctorat honoris causa de la faculté des sciences économiques et sociales de l'Université de Genève en 1965.
Il est plus tard professeur invité à l'Institut d'études politiques de Paris de 1978 à 1979, puis à l'Université de Lausanne de 1979 à 1981.
Il préside l'Association internationale de science politique de 1964 à 1967, et reçoit le grand prix de l'Académie des sciences morales et politiques de Paris en 1993.

### Autres activités
À l'université, il fait partie de la Société de Belles-Lettres. Il participe plus tard à la Nouvelle Société Helvétique, puis au Club de Rome vers 1970.
Jacques Freymond collabore en tant que chroniqueur diplomatique pour la Tribune de Lausanne (1942-1946), puis la Gazette de Lausanne (1946-1951).
Il siège au comité de Pro Helvetia de 1950 à 1959. Il est membre du conseil d'administration de Nestlé de 1958 à 1984.
Il rejoint le parti libéral après l'élection de Louis Guisan au Conseil d'État vaudois (1954), alors que d'autres personnalistes rejoignaient des mouvements communistes.
Freymond est également membre du Comité International de la Croix-Rouge dès 1959, dont il devient vice-président de 1965 à 1971 et président par intérim de février à juin 1969, entre les mandats de Samuel Gonard et Marcel Naville. Il quitte le CICR en 1972, frustré par la difficulté à réformer l'institution. Il souligne plus tard que le CICR "ne peut pas faire face à la violence cynique" comme il l'a rencontrée dans les camps de concentration et les violations du droit humanitaire en Yougoslavie, et qu'il a besoin du soutien des États pour cela. Il appelle pour cette raison au droit ou devoir d'ingérence humanitaire. 
Il est président du Centre européen de la culture de 1986 à 1992, à la suite de Denis de Rougemont, également personnaliste. Son arrivée participa à relancer un CEC à l'époque proche de la disparition. 
Il préside également la Commission nationale pour la publication de documents diplomatiques suisses (DODIS) de 1975 à 1997.
Il atteint le rang de colonel au sein de l'armée suisse, où il commande le régiment 5 des troupes de montagne.

## Publications
- Jacques Freymond, La politique de François Ier à l’égard de la Savoie, Lausanne, Librairie Centrale, 1939, 197 p. (thèse de doctorat)
- Jacques Freymond, Lénine et l'impérialisme, Lausanne, Payot, 1951, 133 p.
- Jacques Freymond, De Roosevelt à Eisenhower : la politique étrangère américaine, 1945-1952, Lausanne, Droz, 1953, 153 p. (Études d'histoire économique, politique et sociale ; 6)
- Jacques Freymond, Le conflit sarrois : 1945-1955, Bruxelles, Institut de sociologie Solvay, 1959, 439 p.
- Jacques Freymond (dir.), La Première Internationale : recueil de documents, Genève, Droz, 1962-1971 (édition critique en 4 volumes, avec Knut Langfeld, Henri Burgelin et Miklós Molnár)
- (en) Jacques Freymond, Western Europe since the war : a short political history, London, Pall Mall Press, 1964, 236 p.
- Jacques Freymond (dir.), Études et Documents sur la Première Internationale en Suisse, Genève, Droz, 1964, 316 p. (édition critique)
- Jacques Freymond, Guerres, révolutions, Croix-Rouge : réflexions sur le rôle du Comité international de la Croix-Rouge, Genève, Institut universitaire de hautes études internationales, 1976, 222 p.
- Jacques Freymond (dir.), La Suisse et la diplomatie multilatérale (2e éd.), Genève, Institut universitaire de hautes études internationales, 1978, 302 p.
- Jacques Freymond, Le Comité international de la Croix-Rouge, Genève, Georg, 1984, 209 p. (ISBN 2825701122)
- Jacques Freymond, La paix dangereuse, Neuchâtel, La Baconnière, 1986, 172 p. (ISBN 2825206172)
- Jacques Freymond, 700 ans + 4. Et pourtant la Suisse existe!, Genève, Fondation Charles Veillon, 1995, 226 p.
- Freymond, Jacques (1911-1998)., Le XXe siècle entre guerre et paix : essais d'histoire des relations internationales contemporaines, Georg éd, 1997, cop. 1997 (ISBN 2-8257-0598-5 et 978-2-8257-0598-8, OCLC 489705622)